# Forgetting Sarick Mortshall
Forgetting Sarick Mortshall je devátý díl páté řady amerického animovaného televizního seriálu Rick a Morty. Scénář k epizodě napsala Shiobhan Thompson a režíroval ji Kyung Hee Lim. Její název odkazuje na film Kopačky (anglicky Forgetting Sarah Marshall) z roku 2008.
Díl měl premiéru 5. září 2021 v bloku Adult Swim na stanici Cartoon Network a v době vysílání jej sledovalo přibližně 914 000 diváků.

## Recenze
Zack Handlen z The A.V. Club ohodnotil dvě epizody (devátou a desátou) známkou A- a uvedl, že „z obou epizod je 'Mortshall' o něco slabší, ale pořád zatraceně dobrá“. Joe Matar z Den of Geek ohodnotil obě epizody 4 hvězdičkami z 5 a uvedl, že „v každém případě jediné, co dělá zápletku s vránami 'zajímavou', je to, že se jí autoři poddali tak moc, že ji přenesli i do následující epizody“.